# Sven Thiele
Sven Thiele (* 12. Mai 1969 in Merseburg) ist ein ehemaliger deutscher Ringer. Er wurde 1995 Vizeweltmeister und von 1992 bis 2008 17-mal deutscher Meister im freien Stil im Schwergewicht.  Er hat an drei Olympischen Spielen teilgenommen und zahlreiche Medaillen bei internationalen Meisterschaften und Turnieren gewonnen.

## Werdegang
Sven Thiele begann 1979 in Merseburg mit dem Ringen. Da sein Talent frühzeitig erkannt wurde, wurde er an die Kinder- und Jugendsportschule Halle delegiert. Als Mitglied des SC Chemie Halle wurde 1982 Rainer Kamm sein Trainer, der ihn bis 1987 in die deutsche und bald auch in die Weltklasse der Freistilringer im Schwergewicht führte. Seine erste deutsche Meisterschaft im Schwergewicht gewann er im Jahr 1992 und besiegte dabei den amtierenden Weltmeister Andreas Schröder aus Jena. Nach der deutschen Wiedervereinigung wechselte er zunächst zum KSV Witten 07, startete aber auch für den AC Bavaria Goldbach, die WKG Halle-Merseburg und den 1. Luckenwalder Ringerclub. 19 Jahre lang rang er in der ersten deutschen Bundesliga und war bis 2008 für den KFC Leipzig in der 1. Bundesliga aktiv.
Seinen Einstand auf der internationalen Ringermatte gab Sven auf der Europameisterschaft 1993 in Istanbul. Er belegte dort gleich einen 4. Platz, da er im Kampf um die Bronzemedaille gegen den Russen Gennadi Schilzow bei einem Punktestand von 0:0 durch Kampfrichterentscheid verlor.
Bei den Europameisterschaften 1994 in Rom belegte er nur den 9. Platz. Ein Jahr später bewies er bei der Weltmeisterschaft in Atlanta sein Können und wurde Vizeweltmeister. Er erzielte dabei Schultersiege über Neal Kranz aus Guam, Feng Aigang aus China, einen Punktsieg über Sasa Turmanidse aus Georgien und unterlag im Finale dem US-amerikanischen Olympiasieger Bruce Baumgartner knapp mit 0:1 nach Punkten.
Im Jahr 1996 wurde er in Budapest Vizeeuropameister. Im Finale unterlag er dem amtierenden Weltmeister Mahmut Demir aus der Türkei.
In den folgenden Jahren erreichte er bei den Europameisterschaften seine besten Ergebnisse. 1997, 1999, 2000 und 2001 gewann er jedes Mal die Bronzemedaille und 2002 und 2004 erreichte er jeweils den 4. Platz. Bei den Olympischen Spielen gelang es ihm nie, eine Medaille zu erringen. Mehrmals stand er knapp davor, verlor aber immer die entscheidenden Kämpfe, die zum Einzug in die Medaillenränge geführt hätten. So belegte er in den Jahren 1996, 2000 und 2004 den 6., 7. und 9. Platz. Bei den Weltmeisterschaften erging es ihm ähnlich, er erzielte viele Platzierungen unter den 10 besten Ringern der Welt, aber nach 1995 keinen Medaillengewinn mehr.
Prestigeerfolge gelangen ihm schließlich noch im Jahr 2001 mit dem Titelgewinn bei der Militär-Weltmeisterschaft sowie beim Weltcup 2003 in Boise. Auch bei vielen anderen Turnieren stand Sven seinen Mann, gewann einige dieser Turniere und landete häufig unter den drei ersten Siegern. Nach seinem Sieg bei den deutschen Meisterschaften 2008 beendete er zunächst seine Karriere. Im Mai 2010 gab Thiele bekannt, dass er ab der Saison 2010/2011 für den ASV Hof nochmals in der Ringer-Bundesliga antreten werde.
Sven Thiele ist Elektrotechnikermeister, war während seiner aktiven Zeit als Ringer Hauptfeldwebel der Bundeswehr und war von 2006 bis 2012 Trainer am Leistungszentrum in Leipzig. Er absolvierte das Studium zum „Diplom-Trainer des DOSB“ und anschließend studierte er „Sport und angewandte Trainingswissenschaft“ (B.A.). Danach wurde er von 2013 bis 2016 Bundestrainer im Deutschen Ringer-Bund, verantwortlich für den Freistilbereich. Ab dem Jahr 2017 wechselte er in den Schuldienst als Lehrer und gibt nebenberuflich sein Wissen als Nationaltrainer in Österreich weiter.
Sein Sohn Erik Thiele trat erfolgreich in seine Fußstapfen und gewann bei der Europameisterschaft 2016 in Riga mit der Bronzemedaille seine erste Medaille bei einer internationalen Meisterschaft im Freistilringen.

## Internationale Erfolge
(OS = Olympische Spiele, WM = Weltmeisterschaft, EM = Europameisterschaft, GP = Grand-Prix-Turnier, WC = World-Cup-Turnier, F = Freistil, S = Schwergewicht, bis 1996 bis 100 kg Körpergewicht, von 1997 bis 2001 bis 130 kg, seit 2002 bis 120 kg Körpergewicht, SS = Superschwergewicht, bis 1996 bis 130 kg Körpergewicht)
| Jahr | Platz | Wettbewerb          | Ort                   | Stil | Gew.-Kl. | Info |
| ---- | ----- | ------------------- | --------------------- | ---- | -------- | --- |
| 1987 | 2.    | Junioren-WM         | Burnaby               | F    | S        | hinter Arawat Sabejew, UdSSR, und vor Marin Michailow, Bulgarien                                                                                  |
| 1987 | 5.    | Junioren-EM         | Katowice              | F    | SS       | hinter Oleg Nanijew, UdSSR, Mahmut Demir, Türkei, und Iwajlo Barschew, Bulgarien                                                                  |
| 1988 | 7.    | Junioren-EM         | Wałbrzych             | F    | S        | Sieger: Arawat Sabejew vor Senol Karagöz, Türkei, und Sotir Gotschew, Bulgarien                                                                   |
| 1989 | 4.    | Junioren-WM         | Ulaanbaatar           | F    | SS       | hinter Andrei Schumilin, UdSSR, Atanas Geguskow, Bulgarien, und Andrew Borodow, Kanada                                                            |
| 1993 | 1.    | GP                  | Athen                 | F    | SS       | mit Siegen über Samer, Syrien, Petros Bourdouis, Griechenland, und Andreas Schröder, Deutschland                                                  |
| 1993 | 4.    | EM                  | Istanbul              | F    | SS       | hinter Mahmut Demir, Mirabi Walijew, Ukraine und Gennadi Schilzow, Russland, und vor Aljaksej Mjadswedseu, Belarus, und Kiril Barbutow, Bulgarien |
| 1994 | 9.    | EM                  | Rom                   | F    | SS       | Sieger: Mirabi Walijew vor Mahmut Demir und Andrei Schumilin                                                                                      |
| 1994 | 11.   | WM                  | Istanbul              | F    | SS       | Sieger: Mahmut Demir vor Bruce Baumgartner, USA, und Aljaksej Mjadswedseu                                                                         |
| 1995 | 7.    | EM                  | Freiburg im Üechtland | F    | SS       | hinter Mahmut Demir, Walijew, Leri Chabelowi, Russland, Aljaksej Mjadswedseu, Zsolt Gombos, Ungarn, und Petros Bourdoulis                         |
| 1995 | 2.    | WM                  | Atlanta               | F    | SS       | hinter Bruce Baumgartner und vor Leri Chabelowi, Sasa Turmanidse, Georgien, Mahmut Demir und Igor Klimow, Kasachstan                              |
| 1996 | 2.    | EM                  | Budapest              | F    | SS       | hinter Mahmut Demir und vor Mirabi Walijew, Aljaksej Mjadswedseu, Zsolt Gombos und Georgi Kairinow, Russland                                      |
| 1996 | 3.    | GP                  | Leipzig               | F    | SS       | hinter Aljaksej Mjadswedseu und Gennadi Schilzow und vor Jurij Schobitko, Ukraine, Heiko Geffke, Deutschland, Petros Bourdoulis und Mahmut Demir  |
| 1996 | 6.    | OS                  | Atlanta               | F    | SS       | hinter Mahmut Demir, Aljaksej Mjadswedseu, Bruce Baumgartner, Schumilin und Alexander Kowalewski, Kasachstan                                      |
| 1997 | 1.    | „Dan-Kolew“-Turnier | Sofia                 | F    | S        | vor Arawat Sabejew und Zekeriya Güçlü |
| 1997 | 3.    | EM                  | Warschau              | F    | S        | hinter David Musuľbes, Russland, und Aljaksej Mjadswedseu und vor Aydın Polatçı, Türkei, Jurij Schobitko und Krassimir Kotschew, Bulgarien        |
| 1997 | 1.    | CISM-Ringerturnier  | Kiew                  | F    | S        | vor Schumilin und Dirk Winterfeldt, Deutschland                                                                                                   |
| 1997 | 7.    | WM                  | Krasnojarsk           | F    | S        | hinter Zekeriya Güçlü, Alexis Rodríguez Valera, Kuba, David Musuľbes, Tom Eriksson, USA, Aljaksej Mjadswedseu und Jurij Schobitko                 |
| 1998 | 2.    | „Dan-Kolew“-Turnier | Sofia                 | F    | S        | hinter Zekeriya Güçlü und vor Mohammedmahdi Parijama, Iran                                                                                        |
| 1998 | 5.    | WC                  | Stillwater            | F    | S        | hinter Schumilin, Eriksson und Alireza Rezaei, Iran, und vor Hiroyoshi Obata, Japan                                                               |
| 1998 | 4.    | EM                  | Bratislava            | F    | S        | hinter Aydın Polatçı, Milan Mazáč, Slowakei und Musuľbes und vor Aleksi Modebadse, Georgien, und Aljaksej Mjadswedseu                             |
| 1998 | 1.    | GP                  | Leipzig               | F    | S        | vor Dirk Winterfeldt, Igor Klimow, Zekeriya Güçlü und Vladimiros Joakimidis, Griechenland                                                         |
| 1998 | 9.    | WM                  | Teheran               | F    | S        | Sieger: Alexis Rodríguez Valera vor Rasoul Khadem, Iran, und Andrei Schumilin                                                                     |
| 1999 | 3.    | WC                  | Spokane               | F    | S        | hinter Kerry McCoy, USA, und Alexis Rodríguez Valera und vor Wayne Weathers, Kanada, und Ebrahim Muhraban, Iran                                   |
| 1999 | 3.    | EM                  | Minsk                 | F    | S        | hinter Schumilin und Aydın Polatçı und vor Aljaksej Mjadswedseu, Aleksi Modebadse und Boschidar Bojadschiew, Bulgarien                            |
| 1999 | 6.    | WM                  | Ankara                | F    | S        | hinter Stephen Neal, USA, Schumilin, Abbas Jadidi, Iran, Rezab Aşabalıyev, Aserbaidschan, und Aydın Polatçı                                       |
| 2000 | 3.    | EM                  | Budapest              | F    | S        | hinter Marek Garmulewicz, Polen, und David Musuľbes und vor Aşabalıyev, Peter Pecha, Tschechien, und Schobitko                                    |
| 2000 | 7.    | OS                  | Sydney                | F    | S        | hinter David Musuľbes, Artur Taymazov, Usbekistan, Alexis Rodríguez Valera, Abbas Jadidi, Kerry McCoy und Aljaksej Mjadswedseu                    |
| 2001 | 3.    | EM                  | Budapest              | F    | S        | hinter David Musuľbes und Modebadse und vor Ottó Aubéli, Ungarn, Iwan Istschenko, Ukraine, und Theofilos Ampatzi, Griechenland                    |
| 2001 | 2.    | GP                  | Leipzig               | F    | S        | hinter David Musuľbes und vor Tolga Topcu, Markus Hamann, Deutschland, und Tomasz Szewczyk, Polen                                                 |
| 2001 | 1.    | CISM-Militär-WM     | Split                 | F    | S        | vor Jurij Schobitko, Nikolai Telegin, Russland, Frank Workman, USA, und Tolga Topcu, Türkei                                                       |
| 2001 | 16.   | WM                  | Sofia                 | F    | S        | Sieger: David Musuľbes vor Artur Taymazov und Alexis Rodríguez Valera                                                                             |
| 2002 | 4.    | WC                  | Spokane               | F    | S        | hinter Kerry McCoy, Oleg Kurpjakow, Russland, und Gelegschamtsyn Ösöchbajar, Mongolei, und vor Eric Kirschner, Kanada, und Jung Chun-Mo, Korea    |
| 2002 | 4.    | EM                  | Baku                  | F    | S        | hinter David Musuľbes, Dawit Otiaschwili, Georgien, und Zekeriya Güçlü und vor Bojadschiew und Schobitko                                          |
| 2002 | 2.    | Turnier             | Matanzas              | F    | S        | hinter Alexis Rodríguez Valera, Kuba |
| 2003 | 8.    | EM                  | Riga                  | F    | S        | Sieger: David Musuľbes vor Serhij Prjadun, Ukraine, und Aleksi Modebadse                                                                          |
| 2003 | 1.    | GP                  | Leipzig               | F    | S        | vor Markus Hamann, Ottó Aubéli, Dimitrius Theodoridis, Griechenland, und Jaroslaw Jankowski                                                       |
| 2003 | 11.   | WM                  | New York City         | F    | S        | Sieger: Artur Taymazov vor Kerry McCoy und Alireza Rezaei                                                                                         |
| 2003 | 2.    | Turnier             | Matanzas              | F    | S        | hinter Alexis Rodríguez Valera und vor Bojadschiew, Bulgarien                                                                                     |
| 2003 | 1.    | WC                  | Boise                 | F    | S        | vor Kuramagomed Kuramagomedow, Russland, Kerry McCoy und Serhij Prjadun                                                                           |
| 2004 | 4.    | EM                  | Ankara                | F    | S        | hinter Aydın Polatçı, Karamagomed Karamagomedow, und Serhij Prjadun und vor Radoslaw Jankowski, Polen, und Dawit Otiaschwili                      |
| 2004 | 3.    | GP                  | Leipzig               | F    | S        | hinter Fardin Masoumi Valadi, Iran, und Rareș Chintoan und vor Netoras Batzelas, Griechenland, Markus Hamann und Marek Garmulewicz                |
| 2004 | 9.    | OS                  | Athen                 | F    | S        | Sieger: Artur Taymazov vor Alireza Rezaei und Aydın Polatçı                                                                                       |
| 2006 | 15.   | EM                  | Moskau                | F    | S        | Sieger: Kuramagomed Kuramagomedow vor Iwan Istschenko, Ukraine, und Rareș Chintoan, Rumänien                                                      |

## Deutsche Meisterschaften
| Jahr | Platz | Stil | Gew.Kl. | Info                                                                            |
| ---- | ----- | ---- | ------- | ------------------------------------------------------------------------------- |
| 1992 | 1     | F    | SS      | vor Andreas Schröder, Aalen                                                     |
| 1993 | 1     | F    | SS      | vor Andreas Schröder                                                            |
| 1994 | 1     | F    | SS      | vor Andreas Schröder                                                            |
| 1995 | 1     | F    | SS      | vor Andreas Schröder                                                            |
| 1996 | 1     | F    | SS      | vor Andreas Schröder und Heiko Geffke, Mohlsdorf                                |
| 1997 | 1     | F    | S       | vor Dirk Winterfeldt, Witten, und Raik Stichling, Kornwestheim                  |
| 1998 | 1     | F    | S       | vor Thomas Dybiona, Magdeburg, und Detlef John, Wiesental                       |
| 1999 | 1     | F    | S       | vor Dirk Petzold, Neckargartach, und Detlef John                                |
| 2000 | 1     | F    | S       | vor Raimund Schulnies, Haslach im Kinzigtal, und Ludwig Schneider, Ziegelhausen |
| 2001 | 1     | F    | S       | vor Raimund Schulnies und Ronny Wegner, Aue                                     |
| 2002 | 1     | F    | S       | vor Ludwig Schneider und Andre Lenz, Rostock                                    |
| 2003 | 1     | F    | S       | vor Ludwig Schneider und Andre Lenz, Rostock                                    |
| 2004 | 1     | F    | S       | vor Markus Eichin, TuS Adelhausen, und Markus Hamann, Jena                      |
| 2005 | 1     | F    | S       | vor Markus Hamann und Thomas Tonn, Luckenwalde                                  |
| 2006 | 1     | F    | S       | vor Daniel Strumpf, Jena, und Martin Siddiqui, Schriesheim                      |
| 2007 | 1     | F    | S       | vor Martin Siddiqui und Thomas Tonn                                             |
| 2008 | 1     | F    | S       | vor Radoslaw Dublinowski, Berlin, und Martin Siddiqui                           |